# Never for Ever
Never for Ever – album Kate Bush, wydany w roku 1980.

## Lista utworów
1. „Babooshka” – 3:20
2. „Delius (Song of Summer)” – 2:51
3. „Blow Away (For Bill)” – 3:33
4. „All We Ever Look for” – 3:47
5. „Egypt” – 4:10
6. „The Wedding List” – 4:15
7. „Violin” – 3:15
8. „The Infant Kiss” – 2:50
9. „Night Scented Stock” – 0:51
10. „Army Dreamers” – 2:55
11. „Breathing” – 5:29